# John Austin (Tennisspieler)
John Austin (* 31. Juli 1957 in Rolling Hills Estates, Kalifornien) ist ein ehemaliger US-amerikanischer Tennisspieler.

## Karriere
Austin gewann mit seiner Schwester Tracy Austin, einer ehemaligen Nummer eins im Damentennis, 1980 in Wimbledon den Mixed-Titel. Die beiden waren das erste Geschwisterpaar der Tennisgeschichte, das gemeinsam einen Grand-Slam-Titel errang. Der US-Amerikaner erreichte 1981 mit Rang 40 sein höchstes Karriereranking im Herreneinzel.

## Erfolge
| Legende                       |
| Grand Slam                    |
| Tennis Masters Cup            |
| ATP Masters Series            |
| ATP International Series Gold |
| ATP International Series (1)  |
| ATP Challenger Tour (5)       |

### Einzel

#### Turniersiege
| Nr. | Datum         | Turnier      | Belag     | Finalgegner      | Ergebnis      |
| --- | ------------- | ------------ | --------- | ---------------- | ------------- |
| 1.  | 4. April 1983 | Johannesburg | Hartplatz | Robert Van’t Hof | 1:6, 6:3, 6:2 |

#### Finalteilnahmen
| Nr. | Datum          | Turnier  | Belag     | Finalgegner   | Ergebnis |
| --- | -------------- | -------- | --------- | ------------- | -------- |
| 1.  | 3. August 1981 | Columbus | Hartplatz | Brian Teacher | 3:6, 2:6 |

### Doppel

#### Turniersiege

##### ATP Tour
| Nr. | Datum             | Turnier | Belag       | Doppelpartner | Finalgegner               | Ergebnis |
| --- | ----------------- | ------- | ----------- | ------------- | ------------------------- | -------- |
| 1.  | 16. November 1981 | Bangkok | Teppich (i) | Mike Cahill   | Lloyd Bourne Van Winitsky | 6:3, 7:6 |

##### Challenger Tour
| Nr. | Datum            | Turnier   | Belag     | Doppelpartner  | Finalgegner                     | Ergebnis |
| --- | ---------------- | --------- | --------- | -------------- | ------------------------------- | -------- |
| 1.  | 7. Mai 1979      | Raleigh   | Sand      | Billy Martin   | Chris Lewis Cliff Letcher       | 6:2, 7:5 |
| 2.  | 3. Dezember 1979 | Austin    | Hartplatz | Anand Amritraj | Steve Denton Mark Turpin        | 6:1, 6:2 |
| 3.  | 2. Juni 1980     | Beckenham | Rasen     | Van Winitsky   | Chris Johnstone Greg Whitecross | kampflos |
| 4.  | 7. Februar 1983  | Nairobi   | Sand      | Larry Stefanki | Phil Lehnhoff Mark Wagner       | 6:2, 6:3 |

#### Finalteilnahme
| Nr. | Datum             | Turnier     | Belag       | Doppelpartner  | Finalgegner                  | Ergebnis      |
| --- | ----------------- | ----------- | ----------- | -------------- | ---------------------------- | ------------- |
| 1.  | 19. August 1973   | Haverford   | Rasen       | Fred McNair    | Colin Dibley Allan Stone     | 6:7, 3:6      |
| 2.  | 20. April 1980    | Los Angeles | Hartplatz   | Anand Amritraj | Brian Teacher Butch Walts    | 2:6, 4:6      |
| 3.  | 24. August 1980   | Atlanta     | Hartplatz   | Anand Amritraj | Tom Gullikson Butch Walts    | 7:6, 6:7, 5:7 |
| 4.  | 16. November 1980 | Taipeh (1)  | Teppich (i) | Ferdi Taygan   | Bruce Manson Brian Teacher   | 4:6, 0:6      |
| 5.  | 21. Juni 1981     | Bristol     | Rasen       | Johan Kriek    | Billy Martin Russell Simpson | 3:6, 6:4, 4:6 |
| 6.  | 9. November 1981  | Taipeh (2)  | Teppich (i) | Mike Cahill    | Mike Bauer John Benson       | 4:6, 3:6      |